# Mr.Children Tour 2018-19 重力と呼吸
『Mr.Children Tour 2018-19 重力と呼吸』（ミスター・チルドレン・ツアー にせんじゅうはち じゅうきゅう じゅうりょくとこきゅう）は、日本のバンド・Mr.Childrenの24作目の映像作品。2019年6月26日にトイズファクトリーよりBlu-ray DiscとDVDで発売された。

## リリース・音楽性
Blu-ray DiscとDVDの2形態で発売。DVDは2枚組。ジャケットはレンチキュラー仕様となっており、初回プレス分のみダブルレンチキュラー仕様および64ページのフォトブックが封入されている。また、初回購入特典としてステッカーが付属された。
2018年10月3日に発売した19thアルバム『重力と呼吸』を引っ提げ開催したアリーナツアー『Mr.Children Tour 2018-19 重力と呼吸』のうち、2018年12月23日に行なわれた大阪城ホール公演のライブの模様を収録している。監督は稲垣哲朗 (KITE Inc.) が務めた。また、特典映像として初の海外単独ライブとなった台北アリーナ公演のライブ映像および舞台裏映像を収録。
Mr.Childrenの映像作品としては、前作『Mr.Children DOME & STADIUM TOUR 2017 Thanksgiving 25』以来約1年3か月ぶりとなるリリース。
本作のアートディレクターは薮田修身とMAKIKO IKEDAが担当。
発売に合わせ、本作に収録されている「Dance Dance Dance」「海にて、心は裸になりたがる」「花 -Mémento-Mori-」「Your Song」の映像がMr.Childrenの公式YouTubeチャンネルにアップロードされた。
2022年3月14日から6月30日までの期間限定で、本作がABEMA、dTV、U-NEXTで配信された。

## チャート成績
初週でDVD約3.8万枚、Blu-ray Disc約4.7万枚を売り上げ、2019年7月8日付のオリコン週間DVDランキングおよび週間Blu-rayランキングでともに初登場1位を獲得。Mr.Childrenとしては前々作『Mr.Children、ヒカリノアトリエで虹の絵を描く』以来となる通算12作目の週間DVDランキング1位、前作『Mr.Children DOME & STADIUM TOUR 2017 Thanksgiving 25』より2作連続となる通算6作目の週間Blu-rayランキング1位となった。また、音楽作品のDVDとBlu-rayを合計した「オリコン週間ミュージックDVD・Blu-rayランキング」でも約8.5万枚を売り上げ初登場1位となり、『Mr.Children Stadium Tour 2015 未完』以来となる2作目の映像3部門同時1位を達成した。

## 出演
- Mr.Children
  - 桜井和寿：Vocal & Guitar
  - 田原健一：Guitar
  - 中川敬輔：Bass
  - 鈴木英哉：Drums
- SUNNY：Keyboards & Chorus & Guitar
- 世武裕子：Keyboards & Chorus

## 収録内容
1. OPENING
  - ここで流れている曲は「"opening theme"」というタイトルで、ケン・マスイ作曲によるものである。
2. SINGLES
3. Monster
4. himawari
  - ライブスクリーン映像の監督はアルバム『重力と呼吸』のアートディレクターであるアエロシン-レックス・メストロヴィックが務めた。
5. 幻聴
6. 〈MC〉
7. HANABI
  - ライブスクリーン映像の監督は植木亜季子 (UPAN inc.) が務めた[15]。
8. NOT FOUND
  - 曲前に鈴木英哉のドラムとともに桜井和寿によるMCが行なわれた[16]。
  - ライブスクリーン映像の監督は守崎梢子 (UPAN inc.) が務めた[15]。
9. 忘れ得ぬ人
  - キーを半音下げて演奏された。
10. 〈MC〉
  - メンバー4人がセンターの花道へ移動。
11. 花 -Mémento-Mori-
  - センターの花道で演奏[17]。
12. addiction
  - ライブスクリーン映像の監督は半崎信朗が務めた。
13. Dance Dance Dance
14. ハル
15. and I love you
16. しるし
  - DVDではここまでがDISC 1となっている。
17. 〈S.MC〉
18. 海にて、心は裸になりたがる
19. 擬態
20. Worlds end
21. 〈MC〉
22. 皮膚呼吸
23. here comes my love
  - ここからアンコール。
  - ライブスクリーン映像の監督は守崎が務めた[15]。
24. 風と星とメビウスの輪
25. 〈MC〉
26. 秋がくれた切符
27. 〈S.MC〉
28. Your Song
29. END ROLL
  - BGMは「Your Song」。
  - エンドクレジットの後に『Mr.Children Dome Tour 2019 Against All GRAVITY』の映像が流れる。

### BONUS
1. Tour 2018-19 重力と呼吸 In TAIPEI
  - 2019年2月2日の台北アリーナ公演のMCおよび台北公演でのみ披露された楽曲である「Tomorrow never knows」「抱きしめたい」「Sign」「innocent world」「終わりなき旅」のライブ映像（一部）と舞台裏映像。
  - 2021年5月10日、本公演のライブ映像がMr.Childrenの公式YouTubeチャンネルで全編公開され[18]、期間限定で現在も公開されている。